# 하자센터
하자센터(haja center)는 연세대학교가 서울시의 위탁을 받아 운영하는 청소년 학습 공간으로 공식 명칭은 ‘서울시립 청소년미래진로센터’이다. 하자센터는 1999년 12월 IMF 경제위기 상황에서 청년 실업문제를 해결하는 하나의 모델을 만들기 위해 설립되었다.

## 배경 및 철학
하자센터는 아동과 청소년들에게 진로 설계 및 창의성 교육 프로그램을 제공한다. 또한 청장년들에게는 지속가능한 일자리를 창출하기 위해 사회적 기업 등 커뮤니티 비즈니스를 지원하고 있다. 하자센터 내에는 대안학교, 수시로 열리는 청소년 대상 프로그램, 문화 예술 분야에서 인증 받은 사회적기업과 다수의 청년 문화작업자 집단이 상주하고 있다. 하자센터에서는 청소년들이 자기주도적 학습 능력을 기르는 것을 강조하고 있으며 이를 지원하기 위한 프로그램과 인적 네트워크를 가지고 있다.
2001년 9월에는 장기적이고 체계적으로 자기 삶을 설계하려는 탈학교 청소년들을 위하여 하자작업장학교를 만들었다.하자작업장학교는 학생 수가 최대 100명을 넘지 않는 규모의 작은 학교이면서 맞춤학습, 네트워크에 의한 학습, 작업을 통한 학습 등을 도입한 새로운 도시형 대안학교이다.
학생들은 작업장에서 자기 전공 작업을 하면서 학교의 안팎에서 인문학과 외국어 등을 학습하고, 자치 활동 프로젝트, 인턴십 프로젝트 등을 진행한다.
2003년부터 이수자가 나왔다. 2004년에 출범한 재활용상상놀이단은 하자의 프로젝트가 진화한 것이다. 재활용상상놀이단은 호주의 생태 퍼포먼스 그룹인 허법의 정신과 기술을 전수받아 발전시킨 공연단으로 하자센터의 장인들과 작업장이나 작업장학교의 청소년들이 단원으로 참여하고 있다.청소년 단원들은 워크숍 강사나 악기 제작자로 성장하였다. 이는 ‘하고 싶은 일 하면서 먹고 살자’는 하자센터의 모토를 구체화하는 모델이다. 재활용상상놀이단의 뒤를 이어 영상제작단이 활동을 시작했고, 글로벌 여행 학교를 만들기 위한 작업도 기획도 있다. 이처럼 하자센터에는 작업장, 하자작업장학교, 대형 프로젝트의 세 축이 있다.